# Liste der denkmalgeschützten Objekte in Maria Wörth
Die Liste der denkmalgeschützten Objekte in Maria Wörth enthält die 15 denkmalgeschützten, unbeweglichen Objekte der Gemeinde Maria Wörth.

## Denkmäler
| Foto |                 | Denkmal                                                                                                | Standort                                                     | Beschreibung | Metadaten |
| ---- | --------------- | --- | ------------------------------------------------------------ | --- | --- |
| ja   | Datei hochladen | Kath. Pfarrkirche St. Primus und Felicianus in Maria Wörth HERIS-ID: 16662 Objekt-ID: 12928            | Standort KG: Maria Wörth                                     | Die Kirche ist ein spätgotischer Bau, vom romanischen Vorgängerbau stammen Teile der Krypta und das südseitige Marmorportal. Bemerkenswert sind die gotischen Gewölbe: Sternrippengewölbe im Hauptchor, Netzrippengewölbe im Nebenchor, Vierrautensterngewölbe in der nördlichen Turmkapelle. Zur Einrichtung zählen der monumentale Hochaltar von 1658 mit Marienstatue von 1460, die Seitenaltäre aus der Mitte des 18. Jahrhunderts, und zwei spätgotische Tafelbilder in der Taufkapelle. | BDA-Hist.: Q63986247 Status: § 2a Stand der BDA-Liste: 2025-06-30 Name: Kath. Pfarrkirche St. Primus und Felicianus in Maria Wörth GstNr.: .1 Pfarrkirche St. Primus und Felicianus, Maria Wörth                            |
| ja   | Datei hochladen | Karner HERIS-ID: 16667 Objekt-ID: 12933                                                                | Standort KG: Maria Wörth                                     | Der 1279 geweihte spätromanische Karner steht östlich der Pfarrkirche und ist den Heiligen Katharina, Elisabeth und Magdalena geweiht. Der zweigeschoßige Rundbau wird von einem Kegeldach bedeckt und besitzt ein gotisches Portal aus dem 16. Jahrhundert mit einem schmiedeeisernen Gitter aus dem Jahre 1742. Die aus dem Bau nur wenig herausragender Apsis ruht auf einer sich nach unten verjüngenden abgetreppten Konsole. Das gewölbte Untergeschoß dient noch immer der Nachbestattung, das Obergeschoß wird als Aufbahrungshalle verwendet. | BDA-Hist.: Q57272166 Status: § 2a Stand der BDA-Liste: 2025-06-30 Name: Karner GstNr.: .1 Maria Wörth - Karner |
| ja   | Datei hochladen | Kath. Filialkirche, Winter- oder Rosenkranzkirche HERIS-ID: 16663 Objekt-ID: 12929                     | Lindenplatz Standort KG: Maria Wörth                         | Die kleine Kirche aus dem 12. Jahrhundert wurde Anfang des 16. Jahrhunderts umgebaut. Bedeutend sind Wandmalereien im Chor aus dem 12. Jahrhundert und ein Glasgemälde etwa von 1425. Im Langhaus befinden sich drei barocke Wandaltäre. | BDA-Hist.: Q63986233 Status: § 2a Stand der BDA-Liste: 2025-06-30 Name: Kath. Filialkirche, Winter- oder Rosenkranzkirche GstNr.: .4 Maria Wörth - Winterkirche                                                             |
| ja   | Datei hochladen | Pfarrhof HERIS-ID: 16665 Objekt-ID: 12931                                                              | Pfarrplatz 1 Standort KG: Maria Wörth                        | Der Pfarrhof ist südwestlich unterhalb der Kirchengruppe gelegen. Das 1856–1862 erbaute Gebäude mit Attikageschoß und Walmdach besitzt eine einfache Putzgliederung mit Gesimsbändern, Ecklisenen und Fensterfaschen. | BDA-Hist.: Q63986234 Status: § 2a Stand der BDA-Liste: 2025-06-30 Name: Pfarrhof GstNr.: .3 Pfarrhof Maria Wörth |
| ja   | Datei hochladen | Friedhofsportale HERIS-ID: 16666 Objekt-ID: 12932                                                      | Pfarrplatz 1 Standort KG: Maria Wörth                        | Zur Pfarrkirche führt ein mit der Jahreszahl 1687 bezeichnetes Portal mit überdachter Treppe. Am Portal mit abgefasstem Steingewände sind in drei bemalten Nischen in der Giebelwand eine Madonna mit Kind und die Heiligen Primus und Felicianus abgebildet. Zur Winterkirche führen zwei rundbogige Portale mit schindelgedeckten Satteldächern und mit je einer Nische in der Giebelwand und mit einer barocken Bemalung. Am westlichen Portal von 1702 sind eine Madonna, eine Heiligengeist-Taube sowie die Heiligen Nikolaus und Valentin dargestellt. Das östliche zeigt neben einem Marienmonogramm und Ranken, sowie eine Darstellung der Auferstehung, ein Chronogramm von 1705.                        | BDA-Hist.: Q57271945 Status: § 2a Stand der BDA-Liste: 2025-06-30 Name: Friedhofsportale GstNr.: .4, 509 Friedhofsportale Maria Wörth                                                                                       |
| ja   | Datei hochladen | Kath. Filialkirche hl. Theresia vom Kinde Jesu HERIS-ID: 55030 Objekt-ID: 63508                        | Unterdellach, Kirchengasse Standort KG: Maria Wörth          | Die katholische Filialkirche Heilige Theresia vom Kinde Jesu wurde in den Jahren 1961/62 von Klemens Klinger errichtet. Es handelt sich um ein hallenartiges, mit einem Satteldach und einem zierlichen Dachreiter versehenes, Gebäude, welches ein schmales südliches Seitenschiff aufweist. Der erhöhte, apsisartige Altarraum besteht aus Natursteinmauerwerk, das durch hohe Rundbogenfenster durchbrochen ist. Im Westen befindet sich eine Vorhalle, im Inneren ein neogotisches Kruzifix. | BDA-Hist.: Q38063391 Status: § 2a Stand der BDA-Liste: 2025-06-30 Name: Kath. Filialkirche hl. Theresia vom Kinde Jesu GstNr.: 282/2 Filialkirche hl. Theresia vom Kinde Jesu, Unterdellach (Maria Wörth)                   |
| BW   | Datei hochladen | Kupferzeitliche Siedlung auf der Kapuzinerinsel und im Wörthersee HERIS-ID: 257211seit 2025            | Standort KG: Maria Wörth                                     | | BDA-Hist.: Q135168567 Status: Bescheid Stand der BDA-Liste: 2025-06-30 Name: Kupferzeitliche Siedlung auf der Kapuzinerinsel und im Wörthersee GstNr.: 529/6, 529/7, 123                                                    |
| ja   | Datei hochladen | Villa Schwarzenfels mit Gartenpavillon und zinnenbekrönter Stützmauer HERIS-ID: 16673 Objekt-ID: 12939 | Maiernigg, Wörthersee-Süduferstraße 18 Standort KG: Reifnitz | Die späthistoristische Ferienvilla wurde 1893/94 von Friedrich Theuer errichtet. In der Nordwestecke der zinnenbekrönten Stützmauer befindet sich ein Gartenpavillon mit steilem Kegeldach und bemerkenswerten Schmiedeeisenarbeiten. | BDA-Hist.: Q37824398 Status: Bescheid Stand der BDA-Liste: 2025-06-30 Name: Villa Schwarzenfels mit Gartenpavillon und zinnenbekrönter Stützmauer GstNr.: .114, 1057/4, 1057/8 Villa Schwarzenfels, Maiernigg (Maria Wörth) |
| ja   | Datei hochladen | Schloss Klein Miramar HERIS-ID: 16672 Objekt-ID: 12938                                                 | Reifnitz, Schloßweg 2 Standort KG: Reifnitz                  | Das kastellartige späthistoristische Schloss mit zinnenbekröntem Rundturm wurde 1898 errichtet. Es beinhaltet einige Kassettendecken und im Stiegenhaus bemerkenswerte Glasfenster aus der Bauzeit. | BDA-Hist.: Q2243113 Status: § 2a Stand der BDA-Liste: 2025-06-30 Name: Schloss Klein Miramar GstNr.: .137 Schloss Reifnitz                                                                                                  |
| ja   | Datei hochladen | Burgruine Reifnitz HERIS-ID: 16670 Objekt-ID: 12936                                                    | Reifnitz 46, in der Nähe Standort KG: Reifnitz               | Die Drillingsburg aus dem 12. bis 14. Jahrhundert war eine der größten frühmittelalterlichen Burganlagen im Bereich des Wörthersees. Auf dem Gemeindegebiet von Maria Wörth liegt in exponierter Lage die denkmalgeschützte Ruine der Hauptburg, deren beiden Burghöfe jeweils durch einen Turm gesichert sind. Am Eckturm des unteren Burghofs befindet sich ein hölzerner, um 1900 errichteter Aussichtsturm. Auf den Fundamenten der ehemaligen Burgkapelle befindet sich die Filialkirche St. Margarethen. Auf einem Hügel 300 Meter nördlich der Hauptburg sind Reste eines Wehrbaus. Eine Vorburg mit Turmbau und Halsgraben liegt 200 Meter westlich der Hauptburg auf dem Gebiet der Gemeinde Keutschach. | BDA-Hist.: Q37824371 Status: Bescheid Stand der BDA-Liste: 2025-06-30 Name: Burgruine Reifnitz GstNr.: 577/3, .174, 577/1, 595, 558, 578, 596, 579 Hauptburg Burgruine Reifnitz                                             |
| ja   | Datei hochladen | Villa Engelhart, Franzlhof HERIS-ID: 112500 Objekt-ID: 130696seit 2016                                 | Seeweg 1 Standort KG: Reifnitz                               | Die Villa Engelhart wurde um die Jahrhundertwende zum 20. Jahrhundert vom Wiener Jugendstilmaler Josef Engelhart erbaut. | BDA-Hist.: Q37831350 Status: Bescheid Stand der BDA-Liste: 2025-06-30 Name: Villa Engelhart, Franzlhof GstNr.: 971/1 Villa Engelhart, Reifnitz                                                                              |
| ja   | Datei hochladen | Kath. Filialkirche hl. Anna in St. Anna HERIS-ID: 16664 Objekt-ID: 12930                               | St. Anna am Zackel Standort KG: Reifnitz                     | Die spätgotische Wallfahrtskirche hat ein steiles holzschindelgedecktes Satteldach, einen steinplattlgedeckten Sakristeiturm und ein profiliertes spätgotisches Eingangsportal. Der Chor ist sternrippengewölbt. Die gemauerte Sängerempore ist auf toskanischen Säulen und Platzlgewölben. Der reiche barocke Hochaltar stammt etwa von 1740. | BDA-Hist.: Q2317100 Status: § 2a Stand der BDA-Liste: 2025-06-30 Name: Kath. Filialkirche hl. Anna in St. Anna GstNr.: .43 St. Anna am Zackel                                                                               |
| ja   | Datei hochladen | Kath. Filialkirche St. Margarethen in Reifnitz HERIS-ID: 16668 Objekt-ID: 12934                        | St. Margarethen Standort KG: Reifnitz                        | Inmitten der Reste der Burg Reifnitz steht vermutlich auf den Fundamenten der ehemaligen Burgkapelle die kleine, hohe, spätgotische Kirche mit gotischem Portal, hölzernem Dachreiter und Chor mit 5/8-Schluss. Im Rautensternrippengewölbe ist ein Schlussstein mit Keutschacher Rübe. Die Holzdecke der barocken Vorhalle ist bemalt (17. Jahrhundert?). Zur Einrichtung zählen drei Altäre aus dem 17. Jahrhundert. | BDA-Hist.: Q37824354 Status: § 2a Stand der BDA-Liste: 2025-06-30 Name: Kath. Filialkirche St. Margarethen in Reifnitz GstNr.: .56/1 Filialkirche hl. Margaretha, Reifnitz                                                  |
| ja   | Datei hochladen | Villa Nest HERIS-ID: 111188 Objekt-ID: 128976                                                          | Sekirn, Dorfstraße 1 Standort KG: Reifnitz                   | Die Villa wurde 1910 von Franz Baumgartner errichtet. | BDA-Hist.: Q37822517 Status: Bescheid Stand der BDA-Liste: 2025-06-30 Name: Villa Nest GstNr.: .156 |
| ja   | Datei hochladen | Kath. Filialkirche hl. Hubertus HERIS-ID: 106204 Objekt-ID: 123319                                     | Sekirn, Helmut-Horten-Straße Standort KG: Reifnitz           | Die Filialkirche Heiliger Hubertus wurde in den Jahren 1975/76 von Werner Rapatz als Mausoleum für Helmut Horten errichtet. Die auf einem rechteckigen Grundriss gebaute Kirche ist zeltartig und besitzt an der Giebelwand ein von Thaddäus und Cornelius Kolig stammendes Sgraffito des Kirchenpatrons. Im Inneren befindet sich ein Hängekreuz von Werner Lössl. Die Glocke stammt aus der Karlsruher Glockengießerei. | BDA-Hist.: Q37807172 Status: § 2a Stand der BDA-Liste: 2025-06-30 Name: Kath. Filialkirche hl. Hubertus GstNr.: 959/2 Filialkirche hl. Hubertus, Sekirn                                                                     |
| ja   | Datei hochladen | Gustav Mahlers Komponierhäuschen HERIS-ID: 16674 Objekt-ID: 12940                                      | südlich Wörthersee-Süduferstraße 22 Standort KG: Reifnitz    | Das 1900 errichtete Komponierhäuschen befindet sich auf dem von Gustav Mahler oberhalb seiner Seevilla gepachteten Grundstücks. Das von ihm als „Study“ bezeichnete schlichte Gebäude ist einräumig und mit einem Satteldach gedeckt. Es wurde von Mahler bis zum Tod seiner Tochter Maria im Jahr 1907 als einzige Komponierstätte genutzt. Im darauf folgenden Jahr wurde es verkauft. Heute befindet sich im Komponierhäuschen ein kleines Gustav Mahler gewidmetes Museum. | BDA-Hist.: Q28840503 Status: Bescheid Stand der BDA-Liste: 2025-06-30 Name: Gustav Mahlers Komponierhäuschen GstNr.: 1056/22 Gustav Mahlers Komponierhäuschen, Maiernigg                                                    |